# Новый Роговец
Новый Роговец (укр. Новий Роговець) — село в Збаражской городской общине Тернопольского района Тернопольской области Украины.
Код КОАТУУ — 6122481502. Население по переписи 2001 года составляло 487 человек.
До 2020 года входило в Збаражский район.

## Географическое положение
Село Новый Роговец находится на расстоянии в 1 км от села Высшие Лубянки.
Рядом проходит автомобильная дорога Т-2010.

## История
- 1850 год — дата основания.

## Объекты социальной сферы
- Клуб.